# Scaphioides minuta
Espèce
Synonymes
- Stenoonops minutus Chamberlin & Ivie, 1935

Scaphioides minuta est une espèce d'araignées aranéomorphes de la famille des Oonopidae.

## Distribution
Cette espèce est endémique des États-Unis. Elle se rencontre en Floride, en Géorgie et en Caroline du Nord.

## Description
Le mâle mesure 1,22 mm et la femelle 1,34 mm.

## Publication originale
- Chamberlin & Ivie, 1935 : Miscellaneous new American spiders. Bulletin of the University of Utah, vol. 26, no 4, p. 1-79.